# Eisenbahnunfall von Algueirão
Bei dem Eisenbahnunfall von Algueirão stießen am 20. Dezember 1965 bei Algueirão-Mem Martins in Portugal ein Personenzug und ein Güterzug zusammen. 23 Menschen starben.

## Ausgangslage

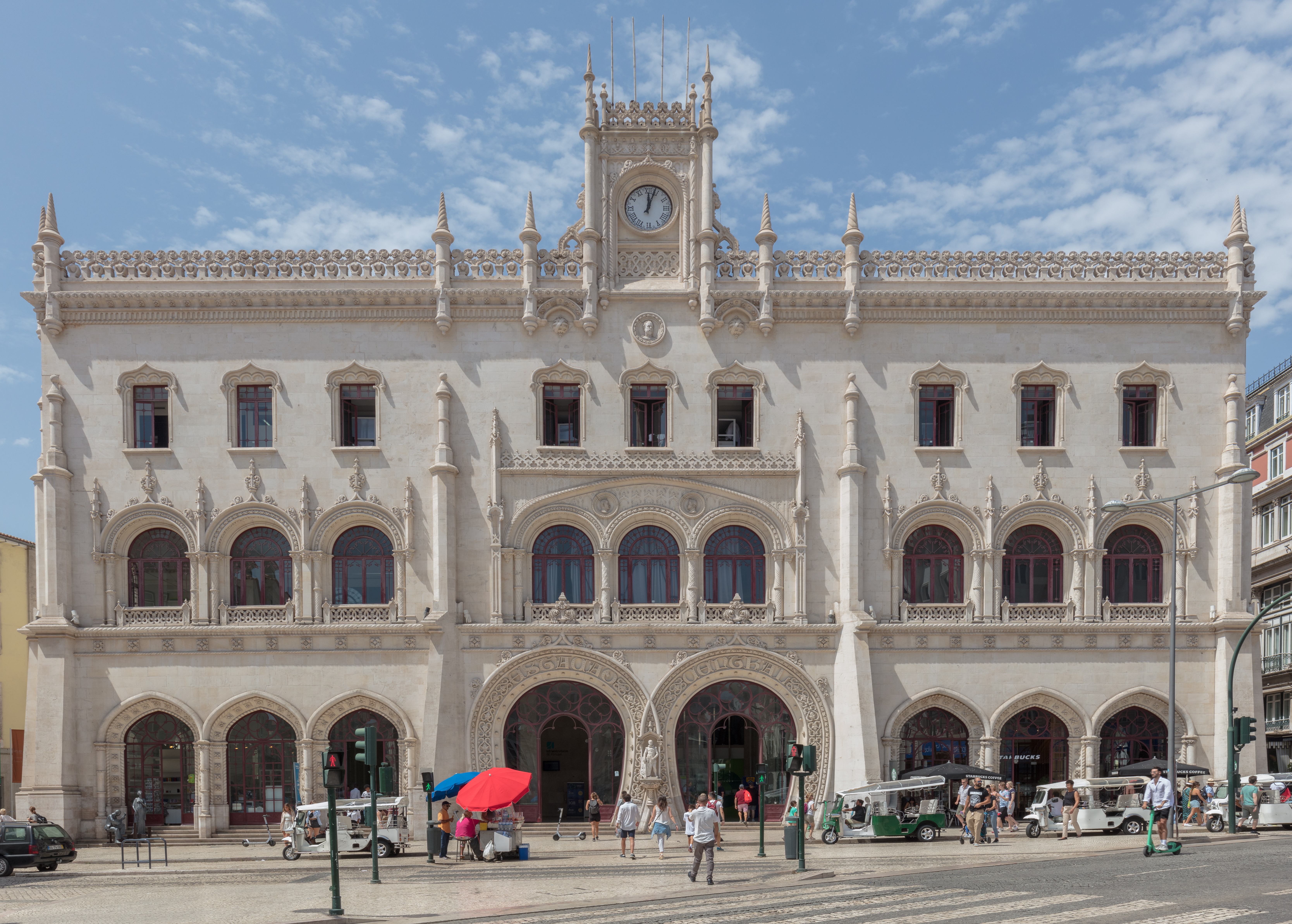
Ausgangsbahnhof des Personenzugs: Lissabon Rossio

Der Personenzug Nr. 4909 wurde von einer Elektrolokomotive gezogen. Er war nur mäßig besetzt, da seine Abfahrt vom Bahnhof Lissabon Rossio noch vor Beginn des abendlichen Berufsverkehrs lag. In entgegengesetzter Richtung verkehrte der Güterzug, der den Bahnhof Portela de Sintra in Sintra verlassen hatte, und dem zwei Diesellokomotiven vorgespannt waren.

## Unfallhergang
Aufgrund einer falsch gestellten Weiche wurden beide Züge in der westlichen Einfahrt des Bahnhofs Algueirão-Mem Martins auf dasselbe Gleis geleitet, so dass es zu einem Frontalzusammenstoß kam. Der Unfall ereignete sich kurz nach 17:00 Uhr.

## Folgen
23 Menschen starben bei dem Unfall, darunter auch der Lokomotivführer des Personenzuges, 30 Menschen wurden darüber hinaus verletzt. Alle drei involvierten Lokomotiven und mehrere Wagen erlitten Totalschaden. Erste Hilfe leistete die Sanitätseinheit eines in Sintra stationierten Pionier-Bataillons und zahlreiche Feuerwehren der Umgebung – bis hin aus Lissabon – kamen an der Unfallstelle zum Einsatz. Die Arbeiten dauerten bis zum nächsten Morgen an.